# المربوخ (الشغادرة)

تعديل مصدري - تعديل

المربوخ هي إحدى قرى عزلة عداعد بمديرية الشغادرة التابعة لمحافظة حجة، بلغ تعداد سكانها 103 نسمة حسب تعداد اليمن لعام 2004.